# Мері Гарріс
Мері Гарріс Джонс (англ. Mary Harris Jones), відома також як Мама Джонс; 1 травня 1830 або 1 серпня 1837 — †30 листопада 1930) — американська громадська діячка, активістка профспілкового руху. Займалася агітацією серед шахтарів і промислових робітників у період між 1870 й 1920. Брала участь у створенні організації «Індустріальні робітники світу» (Industrial Workers of the World) (1905) і проведенні найбільших страйків початку XX ст. В 1871 році вона стала організатором та головою Об'єднаної профспілки шахтарів. У 1902 році Мері Гарріс Джонс назвали «найнебезпечнішою жінкою в Америці» за успіх в організації робітників шахти та їхніх сімей проти власників шахт. У 1903 році на знак протесту проти неефективного застосування законів про дитячу працю на шахтах і шовкових фабриках Пенсільванії вона організувала дитячий марш з Філадельфії до будинку президента Теодора Рузвельта в Нью-Йорку.